# Dysomma opisthoproctus
Dysomma opisthoproctus är en fiskart som beskrevs av Chen och Mok, 1995. Dysomma opisthoproctus ingår i släktet Dysomma och familjen Synaphobranchidae. Inga underarter finns listade i Catalogue of Life.